# NGC 3961
NGC 3961 је спирална галаксија у сазвежђу Змај која се налази на NGC листи објеката дубоког неба.
Деклинација објекта је + 69° 19' 47" а ректасцензија 11h 54m 57,5s. Привидна величина (магнитуда) објекта NGC 3961 износи 13,5 а фотографска магнитуда 14,4. NGC 3961 је још познат и под ознакама UGC 6885, CGCG 334-55, PGC 37390.